# باشگاه فوتبال زولته وارخم
باشگاه فوتبال زولته وارخم (به هلندی: Sportvereniging Zulte Waregem) باشگاهی در شهر وارخم، بلژیک است.
این باشگاه در سال ۲۰۰۱ میلادی تأسیس شده‌است.

## افتخارات
- لیگ برتر فوتبال بلژیک:
  - نایب قهرمان (۱): ۱۳–۲۰۱۲
- لیگ دسته دوم فوتبال بلژیک:
  - قهرمان (۱): ۰۵–۲۰۰۴
- جام حذفی فوتبال بلژیک:
  - قهرمان (۱): ۰۶–۲۰۰۵
- سوپر جام فوتبال بلژیک:
  - نایب قهرمان (۱): ۲۰۰۶